# Costus zamoranus
Costus zamoranus là một loài thực vật có hoa trong họ Costaceae. Loài này được Steyerm. mô tả khoa học đầu tiên năm 1963.